# Alles auf Zucker!
Alles auf Zucker! ist ein Spielfilm von Dani Levy aus dem Jahr 2004. Die Filmkomödie schildert das Leben von Juden im modernen Deutschland.

## Handlung
Der arbeitslose ehemalige DDR-Sportreporter Jakob Zuckermann alias Jaeckie Zucker sieht sich schon lange nicht mehr als Jude. Der Berliner steckt tief in finanziellen Problemen, als ihn die Nachricht vom Tod seiner Mutter erreicht und mit ihr die Hoffnung auf eine Erbschaft, die ihm aus der Klemme helfen könnte. Das Testament trifft Zucker jedoch doppelt: Die Mutter hat bestimmt, dass im Anschluss an ihre Beerdigung auf dem Jüdischen Friedhof Berlin-Weißensee eine siebentägige Trauerzeit nach jüdischer Tradition ausgerichtet werden soll (Schiv’a), und diese soll Zucker ausgerechnet gemeinsam mit seinem strenggläubigen Bruder Samuel aus dem Westen durchführen. Erst wenn sich die seit Jahrzehnten zerstrittenen Brüder im Rahmen der Trauerzeit wieder versöhnen, bekommen sie ihr Erbe. Das Erbe können sie nur gemeinsam gewinnen oder ganz verlieren.
Samuel reist mit seiner Frau Golda, dem tiefgläubigen Sohn Joshua und Tochter Lilly aus Frankfurt am Main an. Jaeckies Frau Marlene bemüht sich zwar redlich, den Gästen eine ‚jüdische‘ Bleibe sowie koscheres Essen zu bieten und ihre Kinder Thomas und Jana als ausreichend ‚jüdisch‘ zu präsentieren, diese Fassade ist aber schnell durchschaut. Jaeckie macht sich derweil vor allem Gedanken um ein anstehendes Billardturnier, das mit einem Preisgeld von 100.000 Euro versehen ist und das der siegessichere Spieler zum Bezahlen seiner Schulden unbedingt braucht. Um teilnehmen zu können, stiehlt er sich mit einem Trick schon von der Beerdigung der Mutter fort: Er täuscht einen Herzinfarkt vor.
Marlene hält die Lügerei bald nicht mehr aus und beichtet den Gästen die Schwindeleien Jaeckies, dass ihre Ehe kriselt und dass sie in finanziellen Schwierigkeiten stecken. Wider Erwarten trifft dieses Geständnis nicht auf Entrüstung und Verdammung, denn auch die Zuckermanns sind finanziell auf das Erbe der Mutter angewiesen. Jaeckie wird unterdessen bei besagtem Turnier disqualifiziert, da er bei einer Spielrunde zu spät erscheint, und bekommt schließlich durch den enormen Stress tatsächlich einen Herzinfarkt, so dass er kurzzeitig sogar in ein Koma fällt.
Am Ende halten die beiden ungleichen Familien doch zusammen, denn es gilt zu verhindern, dass die Erbschaft an die jüdische Gemeinde fällt, wenn sie sich nicht einigen. Die Versöhnung gelingt folglich. Auch der Rabbi und seine Beobachter sind schließlich zu einer versöhnlich-pragmatischen Lösung bereit. Das heiß begehrte Erbe der Mutter stellt sich nämlich als ein „wertloses Wertpapierpaket“ heraus.

## Erfolg
Der im Auftrag des WDR in Koproduktion mit dem Bayerischen Rundfunk und Arte entstandene Film war ein großer Überraschungserfolg nicht nur bei der Kritik, sondern auch bei den Zuschauern. Über 1.000.000 Zuschauer sahen sich den Film in den deutschen Kinos an.
In der Begründung zur Verleihung des Ernst-Lubitsch-Preises 2005 hieß es: „Die in den deutschen Kinos mit großem Erfolg laufende Komödie um die alltäglichen Sorgen und Nöte eines jüdischen Zockers stellt nach jahrzehntelanger Abstinenz eine Wiederbelebung des deutsch-jüdischen Lustspiels dar, das mit Ernst Lubitsch in den 1910er- und 1920er-Jahren seine Blüte erlebt hatte. Levy persifliert mit spitzem und teilweise turbulentem Witz, der zwischen Slapstick und Zweideutigkeiten changiert, jüdische Traditionen und menschliche Schwächen und steht damit in bester Tradition Lubitschscher Komödienkunst.“

## Kritik
„Zwischen erzwungener jüdischer Totenwache, enthüllten Familiengeheimnissen und einem hoch dotierten Billardturnier, das Jakob um jeden Preis gewinnen muss, rückt Regisseur Levy seinen Figuren temporeich zu Leibe, mit satirischer Schärfe, aber liebevoll und sehr verständig. Eine so wunderbar beiläufige, dialogstarke und bis in die kleinste Rolle trefflich besetzte Komödie hätte man ihm gar nicht zugetraut. Denn wo Levys ‚seriöse‘ Filme über Verkrampfung und Bedeutungswut stolpern, regiert hier das ganz normale Alltagschaos. Und das wirkt herzerfrischend authentisch.“

„Weitgehend amüsante, hervorragend gespielte, eigenwillig-verschrobene Komödie, die vom jüdischen Leben in Deutschland erzählen will, dabei aber immer wieder in Richtung gehobenen Boulevard-Theaters tendiert und ihren Gegenstand angesichts des schwachen Drehbuchs nicht in den Griff bekommt. Das herausragende Darsteller-Ensemble wirkt dabei sichtlich unterfordert.“

„Leider ist dem Film seine Fernsehbestimmung jederzeit anzusehen. Das grobe und kontrastarme Bild lässt einfach kein Kinofeeling aufkommen. Ebenfalls negativ auffallen tun die überaus konstruierten und unnötigen Beziehungsgeflechte der Kinder des ungleichen Bruderpaares. Hervorzuheben ist aber, dass ‚Alles auf Zucker‘ trotz nicht zu übersehender Schwächen eine kurzweilige, nette Komödie darstellt, der es auf amüsante, unverkrampfte Weise gelingt das Leben der Juden im Hier und Jetzt frei von Berührungsängsten darzustellen und letztlich zeigt, dass es zu einer Aussprache nie zu spät ist.“

„Der seit langem in Berlin lebende Schweizer Jude [Dani Levy] erfand, gemeinsam mit seinem Co-Autor Holger Franke, eine Alltagsgeschichte, in der sich jüdischer Witz und berliner Chuzpe aufs schönste miteinander verbinden. […] Top-Star der Besetzungsliste, die eine gelungene Melange aus Ost und West bietet, ist der phantastische Henry Hübchen. Neben ihm behaupten sich tapfer Hannelore Elsner und Udo Samel. Und wenn es einen gibt, der einen Rabbi in der Balance von gerissener Güte und edler Geschäftstüchtigkeit halten kann, so ist das allemal unser One and Only Rolf Hoppe.“

## Auszeichnungen

### Deutscher Filmpreis
Der Film erwies sich als der große Gewinner der Verleihung des Deutschen Filmpreises 2005.
Auszeichnungen
- Bester Spielfilm
- Beste Regie: Dani Levy
- Bestes Drehbuch: Holger Franke, Dani Levy
- Bester Hauptdarsteller: Henry Hübchen
- Bestes Kostümbild: Lucie Bates
- Beste Filmmusik: Niki Reiser

Nominierungen
- Beste Hauptdarstellerin: Hannelore Elsner
- Bester Nebendarsteller: Udo Samel
- Bester Schnitt: Elena Bromund
- Bestes Szenenbild: Christian M. Goldbeck

### Sonstige
- Ernst-Lubitsch-Preis 2005 für die beste komödiantische Leistung im deutschsprachigen Kino
- Preis für das „Beste Drehbuch“ der deutschen Filmkritik für Holger Franke und Dani Levy
- Boxoffice Germany Award (Bogey) für mehr als 1000 Besucher pro Filmkopie am Startwochenende
- Publikumspreis, 7. Festival des Deutschen Films in Madrid
- Main Prize for best European Film, European Film Smiles Festival 2005, Mladá Boleslav, Tschechien